# 愛德華·霍普
愛德華·霍普（英語：Edward Hopper，1882年7月22日—1967年5月15日）是一位美國繪畫大師，以描繪寂寥的美國當代生活風景聞名。

## 生平
愛德華出生在紐約州的奈亞鎮（Nyack），並在紐約市學習商業藝術與繪畫，他最重要的老師，也是對他畫風影響最大的人是美國早期都會寫實畫風的推廣者羅伯特·亨利（Robert Henri），這位老師最常要求學生的是：他們的創作要「引起世界的騷動」，這些學生們幾乎都成為了美國重要畫家，並被評論家稱為垃圾箱畫派（Ashcan School）。
在愛德華·霍普完成早年教育後，他曾經前往歐洲三次，主要在研究歐洲新興的畫風，但他獨樹一幟的捨棄了當時立體主義畫派的抽象潮流；而走向寫實畫派中的理想主義（idealism）這一點可從他早期畫作中看出。
歐洲旅行回來後，愛德華在商業繪畫領域中工作了幾年，1925年，他畫出了《鐵道旁的房屋》（House by the Railroad）這幅作品，日後這幅畫成為了美國藝術的經典之作，也是他知名的一系列荒涼都會畫作的開始。在這些畫作中，能很明顯的感覺到愛德華的畫風，包括有銳利的線調和大幅的塊面；詭異的燈光（非正常的日光、多為人造燈光；如日光燈）也是特點之一。愛德華企圖在平凡的主題場景，如加油站、汽車旅館或一條街上，添加寂靜的情感。
1942年，他最著名的作品《夜遊者》（Nighthawks）引起了世人的注意，這幅畫作中有幾位孤獨的顧客坐在某個城中24小時營業的餐館裡，餐館中日光燈非常明亮，外頭的街道上有大塊透明玻璃窗所投出來的光影，上方陰暗，看得出來是午夜的氣氛，畫作中央背對觀眾的顧客，坐在吧台前的圓凳上，使人好奇，為什麼在這個時候，這些顧客孤伶伶的坐在小館當中。
而愛德華並不會全都畫風景，1940年，他畫了一系列新英格蘭地區的鄉村主題，其中有一幅《加油站》（Gas），也是經典的「愁眉苦臉式（wistful）」畫作，他的這一系列畫作常常被拿來與另一位美國知名畫家，諾曼·洛克威爾比較。諾曼雖然也畫許多美國小鎮的風土人情，但相較之下，多了幽默、溫暖和許多精細的角落描繪；而愛德華的畫作則一貫的帶有憂鬱，總是存在有無人的空間、表情不明確的人物（僅有背面、側面等等），無車的街等等，形成相當強烈的風格。
1967年，愛德華在紐約市華盛頓廣場區的畫室去世，他的妻子，畫家喬瑟芬·尼維森（Josephine Nivison），在他去世十個月後，也離開了人間。目前紐約的惠特尼博物館藏有大部份愛德華的畫作，而在紐約現代藝術博物館、伊利諾州的芝加哥藝術學院，也能找到一些愛德華的經典作品。
2004年時，美國將愛德華的作品進行了歐洲巡迴展覽，包括在英國倫敦和德國科隆。

## 外部連結

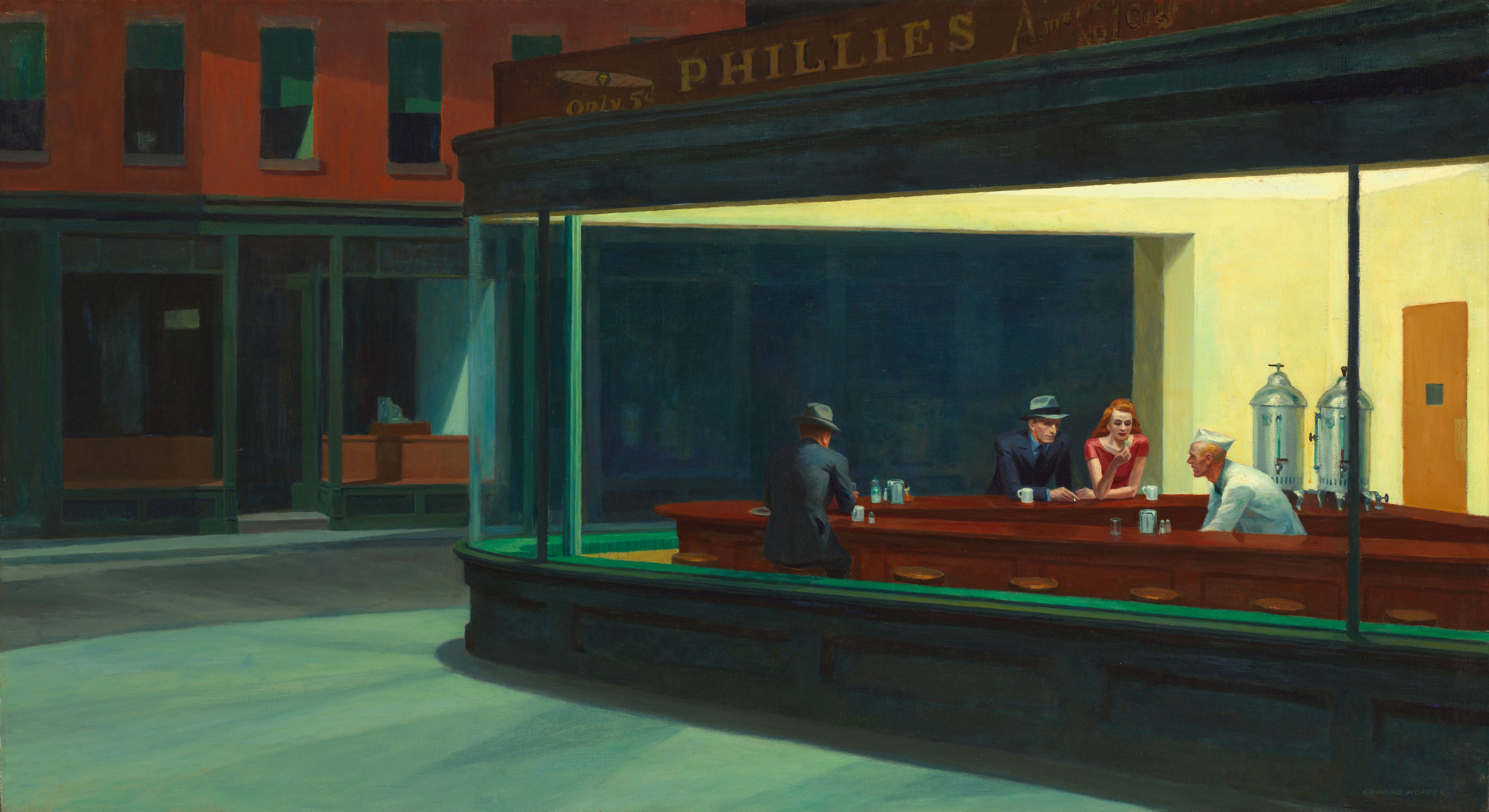
《夜遊者》（Nighthawks）1942年，現藏於芝加哥藝術學院

- （英文） Edward Hopper at the National Gallery of Art （页面存档备份，存于）
- 一本關於愛德華的剪貼簿－由史密斯協會特地做的網站
- Art in the picture網站的簡介
- 用Google看愛德華的畫作
- 藝術家傳記 （页面存档备份，存于）